# Zach Nunn

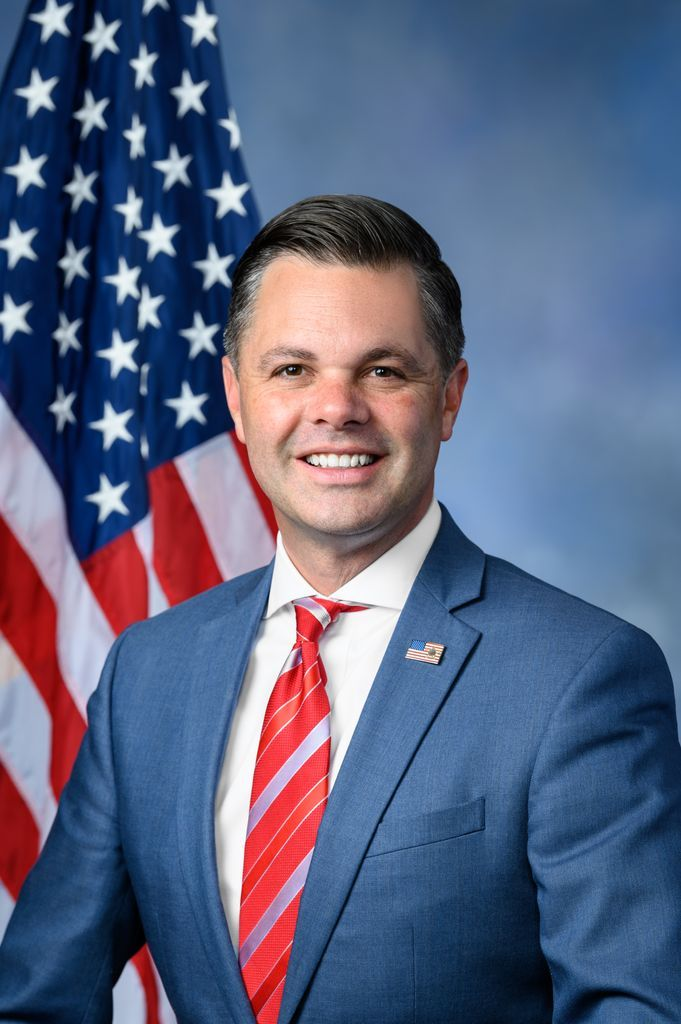
Offizielles Porträt von Zach Nunn 2023

Zach Martin Nunn (* 4. Mai 1979 in Story City, Iowa) ist ein US-amerikanischer Politiker der Republikanischen Partei. Seit dem 3. Januar 2023 vertritt er den 3. Kongresswahlbezirk des Bundesstaates Iowa im Repräsentantenhaus der Vereinigten Staaten. Vorher war er Abgeordneter in beiden Kammern der General Assembly von Iowa.

## Familie, Ausbildung und Beruf
Nunn besuchte die High School in Iowa. Er erwarb 2002 einen Bachelor an der Drake University. Später erwarb er den Mastergrade am Air Command and Staff College in Montgomery, Alabama und der Universität Cambridge.
Nunn gehörte mehrere Jahre der United States Air Force als Aufklärungsoffizier an und nahm an mehreren Auslandseinsätzen teil. Er verließ das Militär im Rang eines Lieutenant Colonel. Seit seinem Ausscheiden gehört er der Nationalgarde von Iowa an.
Parallel zu seiner Abgeordnetentätigkeit in Iowa war er als Berater für Cybersecurity tätig und unterrichtete an der Drake University. Zeitweise war er Mitarbeiter des Nationalen Sicherheitsrats der Vereinigten Staaten und während der Trump-Regierung im Büro des Director of National Intelligence.
Nunn lebt in Bondurant. Er ist verheiratet und hat sechs Kinder, von denen zwei adoptiert sind.

## Politik
Nunn war von 2015 bis 2019 Mitglied des Repräsentantenhauses von Iowa, wo er den 30. Distrikt vertrat, der den östlichen Teil von Polk County umfasst. 2018 wurde er in den Senat des Staates Iowa gewählt, dem er bis 2023 angehörte.
In der Wahl 2022 bewarb sich Nunn um einen Sitz im US-Repräsentantenhaus. In der republikanischen Vorwahl erhielt er über 65 % der Stimmen und setzte sich gegen zwei Mitbewerber durch. In der Allgemeinen Wahl schlug er die demokratische Amtsinhaberin Cindy Axne um ungefähr 2000 Stimmen mit 50,3 % zu 49,6 %.
Als sich Zach Nunn in der Kongresswahl 2024 zur Wiederwahl stellten, hatte er in den Vorwahlen keinen Herausforderer, während sich bei den Demokraten Lanon Baccam als Kandidat für die Hauptwahl qualifizierte. Bei der Hauptwahl im November wurde Nunn mit 51,9 % im Amt bestätigt.
Seine aktuelle Amtszeit im Repräsentantenhaus des 119. Kongresses endet im Januar 2027.